# Molecular Microbiology
Molecular Microbiology, üblicherweise abgekürzt als Mol. Microbiol., ist eine wissenschaftliche Zeitschrift mit Peer-Review, die alle Aspekte der Molekularen Mikrobiologie behandelt.